# Baklan (district)
Baklan is een Turks district in de provincie Denizli en telt 6.913 inwoners (2007). De hoofdplaats is het gelijknamige Baklan. Het district heeft een oppervlakte van 374,01 km².
De bevolkingsontwikkeling van het district is weergegeven in onderstaande tabel.
| 1997  | 2000  | 2007  |
| ----- | ----- | ----- |
| 9.706 | 8.440 | 6.913 |